# Mary-Louise Parker
Mary-Louise Parker, ameriška filmska, televizijska in gledališka igralka, * 2. avgust 1964, Fort Jackson, Južna Karolina, Združene države Amerike.
Najbolje je poznana po filmih Ocvrti zeleni paradižniki in Vse kar si želiš, gledališki igri Proof, televizijskih serijah Angeli v Ameriki, The West Wing in Showtimeovi seriji Gandža, v kateri je igrala Nancy Botwin.

## Zgodnje življenje in začetek kariere
Mary-Louise Parker se je rodila 2. avgusta 1964 v Fort Jacksonu, Južna Karolina, Združene države Amerike. Njena mama je prišla iz Švedske, njen oče pa je bil sodnik, ki je služil v Kopenski vojski Združenih držav Amerike. Družina je nekaj časa živela na Tajskem, kjer se je šolala na šoli International School Bangkok. Mary-Louise Parker je imela nekaj glavnih vlog v gledaliških igrah, ko je hodila na šolo North Carolina School of the Arts. Svojo igralsko kariero je začela z manjšo vlogo v telenoveli Ryan's Hope. V poznih osemdesetih se je preselila v New York, kjer se je zaposlila pri podjetju ECCO. Po nekaj manjših vlogah se je leta 1990 pojavila v Broadwayski gledališki igri Craiga Lucasa z naslovom Prelude to a Kiss, kjer je igrala Rito. V igri je igrala tudi po tem, ko jo je začel producirati Off-Broadway. Za svojo upodobitev Rite si je prislužila nagrado Clarence Derwent Award in bila nominirana za nagrado Tony (kljub temu, da v filmski upodobitvi igre ni igrala). V tem času je Mary-Louise Parker nekaj časa tudi hodila s svojim sodelavcem iz igre, Timothyjem Huttonom.
Mary-Louise Parker je pritegnila pozornost kritikov šele, ko se je pojavila v filmski upodobitvi Lucasove gledališke igre Longtime Companion, ki je bil hkrati tudi eden izmed prvih filmov v boju proti AIDS-u. Temu filmu je leta 1991 sledil film Grand Canyon, v katerem so med drugim igrali tudi Mary McDonnell, Danny Glover, Alfre Woodard in Kevin Kline, njen naslednji film pa je bil film Ocvrti zeleni paradižniki, kjer je igrala poleg igralcev, kot so Jessica Tandy, Mary Stuart Masterson, Kathy Bates in Cicely Tyson.

## Kariera

### Devetdeseta
Mary-Louise Parker je v zgodnjih devetdesetih letih dolgo časa igrala predvsem v gledaliških delih, vendar je hkrati tudi vzpostavila svoj ugled na velikih filmskih platnih in sicer s filmi, kot so The Client (1994) ob Susan Sarandon in Tommyju Leeju Jonesu, Bullets Over Broadway (1994) ob Johnu Cusacku in Vse kar si želiš (1995) ob Drew Barrymore in Whoopi Goldberg, kjer je igrala žensko z AIDS-em. Njena naslednja vloga je bila še ena filmska upodobitev sicer gledališke igre Craiga Lucasa, film Reckless iz leta 1995 ob Mii Farrow. Nato je leta 1996 igrala v filmu Jane Campion, Portret dame, v katerem so med drugim igrali tudi Nicole Kidman, Viggo Mortensen, Christian Bale, John Malkovich in Barbara Hershey. Za tem se je leta 1997 poleg Matthewa Modinea pojavila v filmu Tima Hunterja z naslovom The Maker.
Gledališka kariera Mary-Louise Parker se je nadaljevala, ko se je leta 1997 poleg Davida Morsea pojavila v kritično neuspešni gledališki igri Paule Vogel, How I Learned To Drive. Po nekaj pojavih v raznih neodvisnih filmih je Mary-Louise Parker dobila vlogo v filmu Let The Devil Wear Black, kasneje, leta 1999 pa še v filmu The Five Senses.

### 2001–2003
Leta 2001 se je Mary-Louise Parker poleg Larryja Bryggmana pojavila v gledališki igri Davida Auburna z naslovom Proof, ki jo je produciral Broadway. Za ta nastop si je še istega leta prislužila nagrado Tony v kategoriji za najboljši nastop glavne igralke v gledališki igri. Kakorkoli že, v filmski upodobitvi igre spet ni igrala, saj so njeno vlogo dodelili Gwyneth Paltrow. Med tem časom je za tri leta zapustila teater in se raje posvetila razvoju filmske kariere: tako je dobila vlogo v filmu Rdeči zmaj (2002) in Pipe Dream (2002).
Njena naslednja vloga je bila gostovalna vloga v NBC-jevi televizijski drami z naslovom The West Wing, kjer je igrala borko za pravice žensk, Amelio »Amy« Gardner. Njena vloga se je kaj kmalu prelevila v stransko vlogo, saj je postala simpatija Joshue Lymana, vodje podjetja Staff. Za svojo upodobitev Amy Gardner je Mary-Louise Parker prejela nominacijo za nagrado Emmy in za nagrado Screen Actors Guild Award. Med snemanjem pete sezone je Mary-Louise Parker zanosila in zato se je pojavila samo v štirih epizodah serije.
7. decembra 2003 se je začela predvajati šest in pol ure dolga upodobitev Broadwayske gledališke igre Tonyja Kushnerja, imenovane Angeli v Ameriki, ki jo je režiral Mike Nichols. Miniserija, ki govori o skupini izgubljenih duš v New Yorku med epidemijo AIDS-a v osemdesetih, je postala svetovno znana in tema mnogih kritikov, tudi izven Združenih držav Amerike. Mary-Louise Parker je v miniseriji igrala Harper Pitt, od valiuma zasvojena žena zaprtega odvetnika. Za svojo upodobitev Harper Pitt si je Mary-Louise Parker prislužila tudi Zlati globus in nagrado Emmy v kategoriji za izstopajočo stransko igralko v miniseriji ali televizijskem filmu.

### 2004–2006
Leta 2004 je Mary-Louise Parker igrala v komediji Rešeni! in televizijskem filmu Miracle Run, ki je temeljil na resnični zgodbi matere z dvema sinovoma z avtizmom, pojavila pa se je tudi v Broadwayski gledališki igri Craiga Lucasa z naslovom Reckless. V igri je prevzela glavno vlogo, ki je sicer v istoimenskem filmu pripadala Mii Farrow. Igra, ki jo je režiral Mark Brokaw, je Mary-Louise Parker leta 2005 prislužila še eno nominacijo za nagrado Tony v kategoriji za najboljšo igralko.
Mary-Louise Parker se je spet kot gostja med letoma 2005 in 2006, v zadnji sezoni, ponovno začela pojavljati v televizijski seriji The West Wing, samo da je tokrat igrala vodjo podjetja Legislative Affairs pod novoizvoljenim predsednikom Mattom Santosom.
Leta 2005 je Mary-Louise Parker prevzela glavno vlogo v televizijski seriji Gandža, Showtimeovi komični drami. Njen lik, Nancy Botwin, je predmestna mati, ki po smrti svojega moža denar služi s preprodajanjem marihuane, hkrati pa poskuša ohraniti svoj ugled v skupnosti. V seriji igrajo tudi Kevin Nealon, Elizabeth Perkins in njen sodelavec iz serije Angeli v Ameriki, Justin Kirk. Serija trenutno končuje s predvajanjem pete sezone in potrjeno je, da bodo v letu 2010 posneli vsaj še eno sezono.
V novembru leta 2005 je bila Mary-Louise Parker počaščena z raziskavo njene kariere na Univerzi Boston, kjer so spominke iz njene kariere darovali knjižnici univerze. Mary-Louise Parker je leta 2006 prejela tudi nagrado Zlati globus v kategoriji za najboljši nastop igralke v televizijski seriji, muzikalu ali komediji, ki ji ga je za njeno vlogo v seriji Gandža dodelil Hollywood Foreign Press Association. V tej kategoriji so bile istega leta nominirane tudi štiri glavne igralke iz serije Razočarane gospodinje. Za nagrado se je Mary-Louise Parker zahvalila tudi Johnu Spencerju, najbolje prepoznavnem po njegovi vlogi Lea McGarryja v televizijski seriji The West Wing. Po tem, ko je nagrado prejela, je Mary-Louise Parker dejala tudi: »Zares se potegujem za to, da bi legalizirali marihuano. Mislim, da to ni nič kontroverznega.«

### 2007–danes
V marcu 2007 je Mary-Louise Parker igrala glavno vlogo v televizijskem filmu Tatica moških. Njena naslednja vloga je bila Zerelda Mimms v filmu Andrewa Dominika z naslovom Jesse James in strahopetni Robert Ford, ki se je v kinematografih začel predvajati septembra tistega leta. V njem je Mary-Louise Parker igrala poleg Brada Pitta, Caseyja Afflecka, Sama Rockwella in Garreta Dillahunta. V avgustu 2007 je začela s snemanjem tretje sezone serije Gandža. Julija 2007 je Mary-Louise Parker prejela dve nominaciji za nagrado Emmy in sicer v kategoriji za glavno igralko v televizijski seriji ali filmu za svojo vlogo Zerelde v seriji Tatica moških in v kategoriji za izstopajočo glavno igralko v komični televizijski seriji za serijo Gandža.
Avgusta 2007 je Mary-Louise Parker pozirala gola za dodatek k seriji Gandža. V dodatku se pojavi kot Eva v Edenskem vrtu s kačo, ovito okrog njenega telesa in konopljo za ušesom.
9. novembra 2007 je Mary-Louise Parker prejela naslov ustvarjalke leta od revije Out Magazine na lestvici »100 Outovih nagrad«, ki je bila proslavljena v New Yorkju. Istega leta naj bi pisateljica Stephenie Meyer ob izbiranju igralske ekipe za film Somrak, posnetem po njenem romanu istega imena dejala, da se ji zdi za vlogo Esme Cullen najprimernejša Mary-Louise Parker, vendar producenti vloge vseeno niso dodelili njej, pač pa igralki Elizabeth Reaser.
Leta 2008 je Mary-Louise Parker igrala v filmu Kronike Spiderwick in v Off-Broadwayski igri Sarah Ruhl, ki se je premierno predvajala v New Yorku, Dead Man's Cell Phone, kjer je igrala poleg z nagrado Drama Desk Award nagrajene igralke Kathleen Chalfant.
Poleg Julie Delpy je posnela film Donne Vermeer z naslovom Les Passages, za tem pa je začela snemati peto sezono serije Gandža, ki se je začela predvajati septembra 2009. Spomladi leta 2009 je Mary-Louise Parker sprejela glavno vlogo v gledališki igri z naslovom Hedda Gabler, ki je po odprtju prejela v glavnem slabe kritike.
Poleg Brucea Willisa bo Mary-Louise Parker upodobila Sarah v prihajajočem filmu Red, filmski upodobitvi iz serije stripov istega imena. Film bo izšel 22. oktobra leta 2010.

## Zasebno življenje
7. januarja 2004 je Mary-Louise Parker rodila prvega otroka, sina po imenu William Atticus Parker. Dečkov oče je igralec Billy Crudup, ki ga je Mary-Louise Parker spoznala leta 1996 na vajah za gledališko igro Bus Stop Williama Ingea, kjer sta sodelovala. Po več kot osmih letih skupnega življenja se je par razšel, Curdup pa je kmalu za tem priznal, da je v zvezi z igralko Claire Danes, ki jo je spoznal na snemanju filma Odrska lepotica. Curdup je zanikal govorice, da sta se s Mary-Louise Parker razšla zaradi Danesove.
Mary-Louise Parker je hodila tudi z Adamom Duritzom iz Counting Crows, s katerim imata še danes prijateljske stike, ter z Timothyjem Huttonom.
V decembru leta 2006 je Mary-Louise Parker začela hoditi z igralcem po imenu Jeffrey Dean Morgan, ki ga je spoznala na snemanju serije Gandža. V marcu 2007 je dejala, da jima »gre odlično«. Par se je razšel v juniju 2007, vendar sta se kasneje pobotala. 12. februarja 2008 sta Mary-Louise Parker in Jeffrey Dean Morgan oznanila zaroko, vendar sta se v aprilu istega leta razšla.
Septembra leta 2007 je Mary-Louise Parker posvojila deklico iz Etiopije in jo poimenovala Caroline »Ash« Aberash Parker. Od junija 2009 je v razmerju s pevcem in tekstopiscem Charliejem Marsom.

## Dela

### Filmografija
| Filmi      | Filmi                                  | Filmi                 | Filmi |
| Leto       | Naslov                                 | Vloga                 | Opombe |
| ---------- | -------------------------------------- | --------------------- | --- |
| 1989       | Signs of Life                          | Charlotte             | |
| 1990       | Longtime Companion                     | Lisa                  | |
| 1991       | Ocvrti zeleni paradižniki              | Ruth Jamison          | |
| 1991       | Grand Canyon                           | Dee                   | |
| 1993       | Mr. Wonderful                          | Rita                  | |
| 1993       | Naked in New York                      | Joanne White          | |
| 1994       | Bullets Over Broadway                  | Ellen                 | |
| 1994       | The Client                             | Dianne Sway           | |
| 1995       | Reckless                               | Pooty                 | |
| 1995       | Vse kar si želiš                       | Robin                 | |
| 1996       | Portret dame                           | Henrietta Stackpole   | |
| 1997       | Murder in Mind                         | Caroline Walker       | |
| 1997       | The Maker                              | Oficirka Emily Peck   | |
| 1998       | Goodbye Lover                          | Peggy Blane           | |
| 1999       | Let the Devil Wear Black               | Julia Hirsch          | |
| 1999       | The Five Senses                        | Rona                  | Nominirana — Genie Award za najboljši nastop glavne igralke |
| 2002       | Rdeči zmaj                             | Molly Graham          | |
| 2002       | The Quality of Mercy                   | Sarah Richardson      | |
| 2002       | Pipe Dream                             | Toni Edelman          | |
| 2004       | Rešeni!                                | Lillian               | |
| 2004       | Najboljši tat na svetu                 | Sue Zaidman           | |
| 2006       | Ljubezen in cigarete                   | Constance Murder      | |
| 2007       | Jesse James in strahopetni Robert Ford | Zee James             | |
| 2008       | Kronike Spiderwick                     | Helen Grace           | |
| 2009       | Solitary Man                           | Jordan                | |
| 2010       | Howl                                   | Gail Potter           | |
| 2010       | Red                                    | Sarah                 | v snemanju |
| Televizija |                                        |                       | |
| Leto       | Naslov                                 | Vloga                 | Opombe |
| 1975       | Ryan's Hope                            |                       | |
| 1988       | Too Young the Hero                     | Pearl Spencer         | |
| 1994       | A Place for Annie                      | Linda                 | |
| 1995       | Sugartime                              | Phyllis McGuire       | |
| 1998       | Saint Maybe                            | Lucy Dean Bedloe      | |
| 1998       | Legalese                               | Rica Martin           | |
| 1999       | Preprosto življenje Noaha Dearborna    | Dr. Valerie Crane     | |
| 2000       | Cupid & Cate                           | Cate DeAngelo         | |
| 2001–2006  | The West Wing                          | Amy Gardner           | Nominirana — Primetime Emmy Award za izstopajočo stransko igralko v dramski televizijski seriji (2002) Nominirana — Screen Actors Guild Award za izstopajoči nastop igralske ekipe v dramski televizijski seriji (2003) |
| 2002       | Master Spy: The Robert Hanssen Story   | Bonnie Hanssen        | |
| 2003       | Angeli v Ameriki                       | Harper Pitt           | Primetime Emmy Award za izstopajočo stransko igralko v miniseriji ali televizijskemu filmu Zlati globus za najboljšo stransko igralko v seriji, miniseriji ali televizijskem filmu Nominirana — Satellite Award za najboljšo stransko igralko v seriji, miniseriji ali televizijskem filmu Nominirana — Screen Actors Guild Award za izstopajoč nastop ženske igralke v miniseriji ali televizijskem filmu |
| 2004       | Miracle Run                            | Corrine Morgan-Thomas | |
| 2005       | Vinegar Hill                           | Ellen Grier           | |
| 2005-danes | Gandža                                 | Nancy Botwin          | Zlati globus za najboljšo igralko v televizijski seriji, muzikalu ali komediji (2006) Satellite Award za najboljšo igralko v televizijski seriji, muzikalu ali komediji (2005) Nominirana — Emmy Award za izstopajočo glavno igralko v komični televizijski seriji (2007, 2008, 2009) Nominirana — Zlati globus za najboljšo igralko v televizijski seriji, muzikalu ali komediji (2007, 2008, 2009) Nominirana — People's Choice Award za najljubšo divo iz televizijske drame Nominirana — Satellite Award za najboljšo igralko v televizijski seriji, muzikalu ali komediji (2006, 2008) Nominirana — Screen Actors Guild Award izstopajoč nastop ženske igralke v komični televizijski seriji (2006, 2007, 2008, 2009) Nominirana — Screen Actors Guild Award za izstopajoč nastop igralske ekipe (2007, 2009) |
| 2007       | Tatica moških                          | Zenia                 | Gemini Award za najboljši nastop glavne igralke na dramskem programu ali v miniseriji Nominirana — Primetime Emmy Award za izstopajočo glavno igralko v miniseriji ali filmu |

### Gledališče
| Leto | Naslov            | Vloga        | Opombe                                                                       |
| ---- | ----------------- | ------------ | ---------------------------------------------------------------------------- |
| 1990 | Prelude to a Kiss | Rita         | Nominirana — Tony Award za najboljši nastop glavne igralke v gledališki igri |
| 1996 | Bus Stop          | Cherie       |                                                                              |
| 2000 | Proof             | Catherine    | Tony Award za najboljši nastop glavne igralke v gledališki igri              |
| 2004 | Reckless          | Rachel       | Nominirana — Tony Award za najboljši nastop glavne igralke v gledališki igri |
| 2009 | Hedda Gabler      | Hedda Tesman |                                                                              |

### Ostalo
Mary-Louise Parker je pisala za revijo Esquire.